# 오다 마코토
오다 마코토(일본어: 網田 慎, 1989년 4월 28일 ~ )는 일본의 전 축구 선수이다.

## 구단 경력
과거 로아소 구마모토, AC 나가노 파르세이루에서 활동하였다.